# Fișcălia
Fișcălia – wieś w Rumunii, w okręgu Vâlcea, w gminie Ionești. W 2011 roku liczyła 307 mieszkańców.